# Jessica fidelis
Jessica fidelis là một loài nhện trong họ Anyphaenidae.
Loài này thuộc chi Jessica. Jessica fidelis được Cândido Firmino de Mello-Leitão miêu tả năm 1922.